# Famille de Crassier

Le blason de la famille de Crassier

La  famille de Crassier est à l'origine une famille des Pays-Bas méridionaux dont les membres appartiennent depuis 1816 à la noblesse néerlandaise et à la noblesse belge dont la lignée s'éteint en 1949.

## Historique

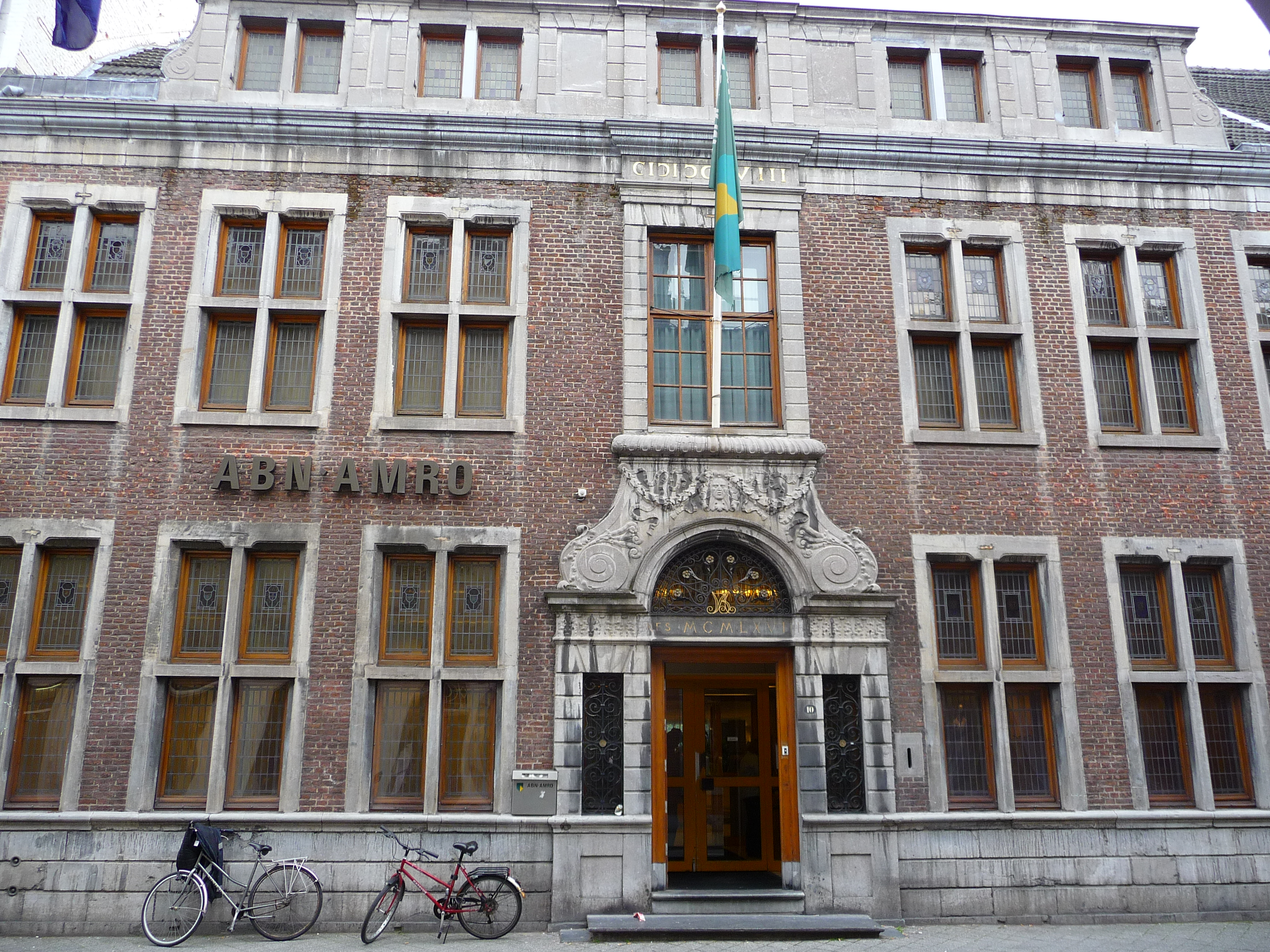
Maison de Crassier, Bredestraat 10, Maastricht

La lignée commence par Louis le Crachier qui s'installe en 1539 à Cerexhe (en région liégeoise). En 1830, la famille se divise entre une branche hollandaise et une branche belge. Le lignage néerlandais s'éteint en 1910 et le belge en 1949.

## Guillaume-Pascal de Crassier
Guillaume-Pascal de Crassier, né le 8 avril 1662 à Liège où il meurt le 28 novembre 1751 , est un descendant direct de Louis le Crachier. Il est conseiller du prince-évêque de Liège et conseiller à la Chambre des Comptes, est élevé au rang de baron du Saint-Empire romain germanique le 5 juillet 1703. Il est également un collectionneur et antiquaire célèbre.

## Guillaume-Louis Dominique de Crassier
Guillaume-Louis de Crassier, né à Maastricht le 4 août 1752 et mort le 30 novembre 1847 , est fils de Guillaume-Jean de Crassier (1713-1791), fils de Guillaume-Pascal marié à Anne de Loyens. William-Louis se marie en 1784 à Marie-Anne de Démarrage (1747-1791).

## Jean-Frédéric de Crassier

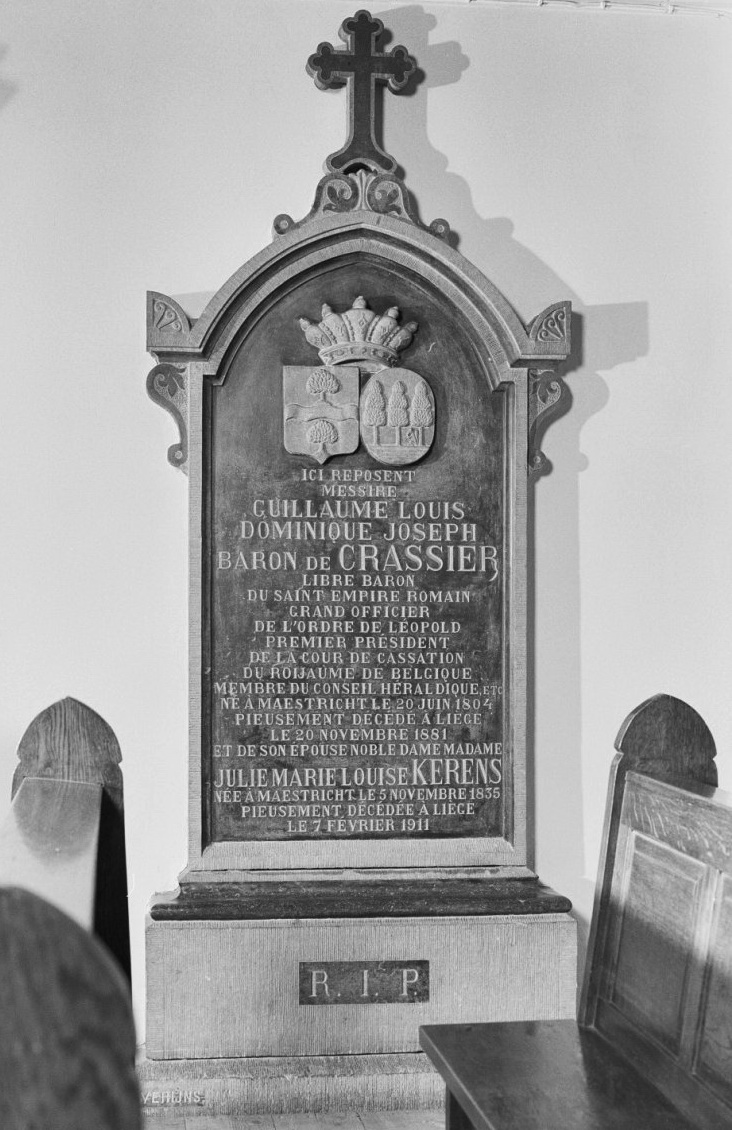
La tombe de William de Crassier

Jean-Frédéric Guillaume Joseph de Crassier, né à Maastricht le 20 mars 1759 et mort à Meerssen le 9 août 1841 , est le frère de Guillaume-Louis de Crassier. Il fut échevin de Maastricht. En 1822, il obtient le titre de baron, transmissible à tous les descendants. Il épouse en 1803 Marie Kerens (1769-1854) et ont quatre enfants. Le couple et leurs deux filles ont gardé leur nationalité néerlandaise après 1830 alors que les deux fils William (1804-1881) et Paul (1808-1864) ont opté pour la nationalité belge.
Paul était surintendant des mines de charbon.
William (Guillaume-Louis) est bibliophile et secrétaire général du ministère de la Justice et termine sa carrière comme premier président de la Cour de cassation. Il eut comme enfants William de Crassier (1867-1948), avocat, bibliophile, président de la Société des bibliophiles liégeois et Louis de Crassier (1872-1949), bibliophile, président de la section héraldique de l'Association de la noblesse du royaume de Belgique. Ce dernier est le dernier membre de la famille Crassier qui disparut en 1949.

## Louis de Crassier
Louis-Marie Guillaume Joseph de Crassier, né à Liège le 7 février 1772 et mort le 23 mai 1851 , est un historien et numismate. Il est le fils du baron Lambert de Crassier (né en 1750) et de Marie-Jeanne de Bollis, petit-fils du baron Louis de Crassier, et arrière-petit-fils du baron Guillaume-Pascal de Crassier.
Durant la période française, il est directeur des domaines nationaux et conseiller du préfet de l'Ourthe. En 1816, ses titres de noblesse lui sont reconnus et il est nommé membre de l'ordre équestre de la province de Liège. Il épouse en 1811 la baronne Marie de Stockhem (1782-1852). Ils ont deux filles et un fils, mais ce dernier n'eut pas de descendance. Cette branche de la famille s'éteint en 1851.
Ils ont habité à Liège au 216 rue des Croisiers en un ancien hôtel de la famille de Stockhem

## Léonard-Guillaume de Crassier
Léonard-Guillaume de Crassier († 1820) a été reconnu en 1819 dans la noblesse héréditaire avec le titre de baron, transmissible à tous les descendants. Il était le fils Léonard de Crassier, fils de Guillaume de Crassier et Anne Loyens. Il meurt célibataire et cette branche de la famille s'éteint en 1820.
En 1818, il obtient le titre de baron transmissible à tous les descendants. En 1830, il est orangiste contrairement à d'autres membres de la famille. Il eut un fils qui est le dernier de cette branche en mourant en 1862.

## Arbre généalogique
|  |  |  |  |                                                          |                                                          |                                                          |                                                          |                                                          |                                                          |  |  | Louis le Crachier                             |                                               |                                               |                                               |                                               |                                               |  |  |                                                                          |                                                                          |                                                                          |                                                                          |                                                                          |                                                                          |  |  |                                                          |                                                          |                                                          |                                                          |                                                          |                                                          |  |  |  |  |  |  |  |  |  |  |  |  |  |  |  |  |  |  |  |  |  |  |
|  |  |  |  |                                                          |                                                          |                                                          |                                                          |                                                          |                                                          |  |  |                                               |                                               |                                               |                                               |                                               |                                               |  |  |                                                                          |                                                                          |                                                                          |                                                                          |                                                                          |                                                                          |  |  |                                                          |                                                          |                                                          |                                                          |                                                          |                                                          |  |  |  |  |  |  |  |  |  |  |  |  |  |  |  |  |  |  |  |  |  |  |
|  |  |  |  |                                                          |                                                          |                                                          |                                                          |                                                          |                                                          |  |  | George Crassier (1544-)                       |                                               |                                               |                                               |                                               |                                               |  |  |                                                                          |                                                                          |                                                                          |                                                                          |                                                                          |                                                                          |  |  |                                                          |                                                          |                                                          |                                                          |                                                          |                                                          |  |  |  |  |  |  |  |  |  |  |  |  |  |  |  |  |  |  |  |  |  |  |
|  |  |  |  |                                                          |                                                          |                                                          |                                                          |                                                          |                                                          |  |  |                                               |                                               |                                               |                                               |                                               |                                               |  |  |                                                                          |                                                                          |                                                                          |                                                                          |                                                                          |                                                                          |  |  |                                                          |                                                          |                                                          |                                                          |                                                          |                                                          |  |  |  |  |  |  |  |  |  |  |  |  |  |  |  |  |  |  |  |  |  |  |
|  |  |  |  |                                                          |                                                          |                                                          |                                                          |                                                          |                                                          |  |  | Louis Crassier (1572-)                        |                                               |                                               |                                               |                                               |                                               |  |  |                                                                          |                                                                          |                                                                          |                                                                          |                                                                          |                                                                          |  |  |                                                          |                                                          |                                                          |                                                          |                                                          |                                                          |  |  |  |  |  |  |  |  |  |  |  |  |  |  |  |  |  |  |  |  |  |  |
|  |  |  |  |                                                          |                                                          |                                                          |                                                          |                                                          |                                                          |  |  |                                               |                                               |                                               |                                               |                                               |                                               |  |  |                                                                          |                                                                          |                                                                          |                                                                          |                                                                          |                                                                          |  |  |                                                          |                                                          |                                                          |                                                          |                                                          |                                                          |  |  |  |  |  |  |  |  |  |  |  |  |  |  |  |  |  |  |  |  |  |  |
|  |  |  |  |                                                          |                                                          |                                                          |                                                          |                                                          |                                                          |  |  | Louis Crassier (1603-1687)                    |                                               |                                               |                                               |                                               |                                               |  |  |                                                                          |                                                                          |                                                                          |                                                                          |                                                                          |                                                                          |  |  |                                                          |                                                          |                                                          |                                                          |                                                          |                                                          |  |  |  |  |  |  |  |  |  |  |  |  |  |  |  |  |  |  |  |  |  |  |
|  |  |  |  |                                                          |                                                          |                                                          |                                                          |                                                          |                                                          |  |  |                                               |                                               |                                               |                                               |                                               |                                               |  |  |                                                                          |                                                                          |                                                                          |                                                                          |                                                                          |                                                                          |  |  |                                                          |                                                          |                                                          |                                                          |                                                          |                                                          |  |  |  |  |  |  |  |  |  |  |  |  |  |  |  |  |  |  |  |  |  |  |
|  |  |  |  |                                                          |                                                          |                                                          |                                                          |                                                          |                                                          |  |  | Guillaume-Pascal de Crassier (1662-1751)      |                                               |                                               |                                               |                                               |                                               |  |  |                                                                          |                                                                          |                                                                          |                                                                          |                                                                          |                                                                          |  |  |                                                          |                                                          |                                                          |                                                          |                                                          |                                                          |  |  |  |  |  |  |  |  |  |  |  |  |  |  |  |  |  |  |  |  |  |  |
|  |  |  |  |                                                          |                                                          |                                                          |                                                          |                                                          |                                                          |  |  |                                               |                                               |                                               |                                               |                                               |                                               |  |  |                                                                          |                                                                          |                                                                          |                                                                          |                                                                          |                                                                          |  |  |                                                          |                                                          |                                                          |                                                          |                                                          |                                                          |  |  |  |  |  |  |  |  |  |  |  |  |  |  |  |  |  |  |  |  |  |  |
|  |  |  |  |                                                          |                                                          |                                                          |                                                          |                                                          |                                                          |  |  |                                               |                                               |                                               |                                               |                                               |                                               |  |  |                                                                          |                                                                          |                                                                          |                                                                          |                                                                          |                                                                          |  |  |                                                          |                                                          |                                                          |                                                          |                                                          |                                                          |  |  |  |  |  |  |  |  |  |  |  |  |  |  |  |  |  |  |  |  |  |  |
|  |  |  |  |                                                          |                                                          |                                                          |                                                          |                                                          |                                                          |  |  | Guillaume-Jean-Joseph de Crassier (1713-1791) | Guillaume-Jean-Joseph de Crassier (1713-1791) | Guillaume-Jean-Joseph de Crassier (1713-1791) | Guillaume-Jean-Joseph de Crassier (1713-1791) | Guillaume-Jean-Joseph de Crassier (1713-1791) | Guillaume-Jean-Joseph de Crassier (1713-1791) |  |  |                                                                          |                                                                          |                                                                          |                                                                          |                                                                          |                                                                          |  |  | Louis-Gabriel-Joseph de Crassier (1707-1783)             | Louis-Gabriel-Joseph de Crassier (1707-1783)             | Louis-Gabriel-Joseph de Crassier (1707-1783)             | Louis-Gabriel-Joseph de Crassier (1707-1783)             | Louis-Gabriel-Joseph de Crassier (1707-1783)             | Louis-Gabriel-Joseph de Crassier (1707-1783)             |  |  |  |  |  |  |  |  |  |  |  |  |  |  |  |  |  |  |  |  |  |  |
|  |  |  |  |                                                          |                                                          |                                                          |                                                          |                                                          |                                                          |  |  | Guillaume-Jean-Joseph de Crassier (1713-1791) | Guillaume-Jean-Joseph de Crassier (1713-1791) | Guillaume-Jean-Joseph de Crassier (1713-1791) | Guillaume-Jean-Joseph de Crassier (1713-1791) | Guillaume-Jean-Joseph de Crassier (1713-1791) | Guillaume-Jean-Joseph de Crassier (1713-1791) |  |  |                                                                          |                                                                          |                                                                          |                                                                          |                                                                          |                                                                          |  |  | Louis-Gabriel-Joseph de Crassier (1707-1783)             | Louis-Gabriel-Joseph de Crassier (1707-1783)             | Louis-Gabriel-Joseph de Crassier (1707-1783)             | Louis-Gabriel-Joseph de Crassier (1707-1783)             | Louis-Gabriel-Joseph de Crassier (1707-1783)             | Louis-Gabriel-Joseph de Crassier (1707-1783)             |  |  |  |  |  |  |  |  |  |  |  |  |  |  |  |  |  |  |  |  |  |  |
|  |  |  |  |                                                          |                                                          |                                                          |                                                          |                                                          |                                                          |  |  |                                               |                                               |                                               |                                               |                                               |                                               |  |  |                                                                          |                                                                          |                                                                          |                                                                          |                                                                          |                                                                          |  |  |                                                          |                                                          |                                                          |                                                          |                                                          |                                                          |  |  |  |  |  |  |  |  |  |  |  |  |  |  |  |  |  |  |  |  |  |  |
|  |  |  |  | Guillaume-Louis-Dominique-Joseph de Crassier (1752-1847) | Guillaume-Louis-Dominique-Joseph de Crassier (1752-1847) | Guillaume-Louis-Dominique-Joseph de Crassier (1752-1847) | Guillaume-Louis-Dominique-Joseph de Crassier (1752-1847) | Guillaume-Louis-Dominique-Joseph de Crassier (1752-1847) | Guillaume-Louis-Dominique-Joseph de Crassier (1752-1847) |  |  | Léonard-Joseph de Crassier (1760-1819)        | Léonard-Joseph de Crassier (1760-1819)        | Léonard-Joseph de Crassier (1760-1819)        | Léonard-Joseph de Crassier (1760-1819)        | Léonard-Joseph de Crassier (1760-1819)        | Léonard-Joseph de Crassier (1760-1819)        |  |  | Jean-Frédéric de Crassier (1759-1841)                                    | Jean-Frédéric de Crassier (1759-1841)                                    | Jean-Frédéric de Crassier (1759-1841)                                    | Jean-Frédéric de Crassier (1759-1841)                                    | Jean-Frédéric de Crassier (1759-1841)                                    | Jean-Frédéric de Crassier (1759-1841)                                    |  |  | Lambert-Louis-Joseph de Crassier (1750-)                 | Lambert-Louis-Joseph de Crassier (1750-)                 | Lambert-Louis-Joseph de Crassier (1750-)                 | Lambert-Louis-Joseph de Crassier (1750-)                 | Lambert-Louis-Joseph de Crassier (1750-)                 | Lambert-Louis-Joseph de Crassier (1750-)                 |  |  |  |  |  |  |  |  |  |  |  |  |  |  |  |  |  |  |  |  |  |  |
|  |  |  |  | Guillaume-Louis-Dominique-Joseph de Crassier (1752-1847) | Guillaume-Louis-Dominique-Joseph de Crassier (1752-1847) | Guillaume-Louis-Dominique-Joseph de Crassier (1752-1847) | Guillaume-Louis-Dominique-Joseph de Crassier (1752-1847) | Guillaume-Louis-Dominique-Joseph de Crassier (1752-1847) | Guillaume-Louis-Dominique-Joseph de Crassier (1752-1847) |  |  | Léonard-Joseph de Crassier (1760-1819)        | Léonard-Joseph de Crassier (1760-1819)        | Léonard-Joseph de Crassier (1760-1819)        | Léonard-Joseph de Crassier (1760-1819)        | Léonard-Joseph de Crassier (1760-1819)        | Léonard-Joseph de Crassier (1760-1819)        |  |  | Jean-Frédéric de Crassier (1759-1841)                                    | Jean-Frédéric de Crassier (1759-1841)                                    | Jean-Frédéric de Crassier (1759-1841)                                    | Jean-Frédéric de Crassier (1759-1841)                                    | Jean-Frédéric de Crassier (1759-1841)                                    | Jean-Frédéric de Crassier (1759-1841)                                    |  |  | Lambert-Louis-Joseph de Crassier (1750-)                 | Lambert-Louis-Joseph de Crassier (1750-)                 | Lambert-Louis-Joseph de Crassier (1750-)                 | Lambert-Louis-Joseph de Crassier (1750-)                 | Lambert-Louis-Joseph de Crassier (1750-)                 | Lambert-Louis-Joseph de Crassier (1750-)                 |  |  |  |  |  |  |  |  |  |  |  |  |  |  |  |  |  |  |  |  |  |  |
|  |  |  |  | Guillaume-Xavier-Mathieu-Joseph de Crassier              | Guillaume-Xavier-Mathieu-Joseph de Crassier              | Guillaume-Xavier-Mathieu-Joseph de Crassier              | Guillaume-Xavier-Mathieu-Joseph de Crassier              | Guillaume-Xavier-Mathieu-Joseph de Crassier              | Guillaume-Xavier-Mathieu-Joseph de Crassier              |  |  | Léonard-Guillaume-Joseph de Crassier (-1821)  | Léonard-Guillaume-Joseph de Crassier (-1821)  | Léonard-Guillaume-Joseph de Crassier (-1821)  | Léonard-Guillaume-Joseph de Crassier (-1821)  | Léonard-Guillaume-Joseph de Crassier (-1821)  | Léonard-Guillaume-Joseph de Crassier (-1821)  |  |  | Guillaume-Louis-Dominique-Joseph de Crassier (1804-1881)                 | Guillaume-Louis-Dominique-Joseph de Crassier (1804-1881)                 | Guillaume-Louis-Dominique-Joseph de Crassier (1804-1881)                 | Guillaume-Louis-Dominique-Joseph de Crassier (1804-1881)                 | Guillaume-Louis-Dominique-Joseph de Crassier (1804-1881)                 | Guillaume-Louis-Dominique-Joseph de Crassier (1804-1881)                 |  |  | Louis-Marie-Guillaume-Joseph (1772-1851)                 | Louis-Marie-Guillaume-Joseph (1772-1851)                 | Louis-Marie-Guillaume-Joseph (1772-1851)                 | Louis-Marie-Guillaume-Joseph (1772-1851)                 | Louis-Marie-Guillaume-Joseph (1772-1851)                 | Louis-Marie-Guillaume-Joseph (1772-1851)                 |  |  |  |  |  |  |  |  |  |  |  |  |  |  |  |  |  |  |  |  |  |  |
|  |  |  |  | Guillaume-Xavier-Mathieu-Joseph de Crassier              | Guillaume-Xavier-Mathieu-Joseph de Crassier              | Guillaume-Xavier-Mathieu-Joseph de Crassier              | Guillaume-Xavier-Mathieu-Joseph de Crassier              | Guillaume-Xavier-Mathieu-Joseph de Crassier              | Guillaume-Xavier-Mathieu-Joseph de Crassier              |  |  | Léonard-Guillaume-Joseph de Crassier (-1821)  | Léonard-Guillaume-Joseph de Crassier (-1821)  | Léonard-Guillaume-Joseph de Crassier (-1821)  | Léonard-Guillaume-Joseph de Crassier (-1821)  | Léonard-Guillaume-Joseph de Crassier (-1821)  | Léonard-Guillaume-Joseph de Crassier (-1821)  |  |  | Guillaume-Louis-Dominique-Joseph de Crassier (1804-1881)                 | Guillaume-Louis-Dominique-Joseph de Crassier (1804-1881)                 | Guillaume-Louis-Dominique-Joseph de Crassier (1804-1881)                 | Guillaume-Louis-Dominique-Joseph de Crassier (1804-1881)                 | Guillaume-Louis-Dominique-Joseph de Crassier (1804-1881)                 | Guillaume-Louis-Dominique-Joseph de Crassier (1804-1881)                 |  |  | Louis-Marie-Guillaume-Joseph (1772-1851)                 | Louis-Marie-Guillaume-Joseph (1772-1851)                 | Louis-Marie-Guillaume-Joseph (1772-1851)                 | Louis-Marie-Guillaume-Joseph (1772-1851)                 | Louis-Marie-Guillaume-Joseph (1772-1851)                 | Louis-Marie-Guillaume-Joseph (1772-1851)                 |  |  |  |  |  |  |  |  |  |  |  |  |  |  |  |  |  |  |  |  |  |  |
|  |  |  |  |                                                          |                                                          |                                                          |                                                          |                                                          |                                                          |  |  |                                               |                                               |                                               |                                               |                                               |                                               |  |  |                                                                          |                                                                          |                                                                          |                                                                          |                                                                          |                                                                          |  |  |                                                          |                                                          |                                                          |                                                          |                                                          |                                                          |  |  |  |  |  |  |  |  |  |  |  |  |  |  |  |  |  |  |  |  |  |  |
|  |  |  |  |                                                          |                                                          |                                                          |                                                          |                                                          |                                                          |  |  |                                               |                                               |                                               |                                               |                                               |                                               |  |  | Guillaume-Louis-Marie-Léopold-Joseph dit William de Crassier (1867-1948) | Guillaume-Louis-Marie-Léopold-Joseph dit William de Crassier (1867-1948) | Guillaume-Louis-Marie-Léopold-Joseph dit William de Crassier (1867-1948) | Guillaume-Louis-Marie-Léopold-Joseph dit William de Crassier (1867-1948) | Guillaume-Louis-Marie-Léopold-Joseph dit William de Crassier (1867-1948) | Guillaume-Louis-Marie-Léopold-Joseph dit William de Crassier (1867-1948) |  |  | Louis-Paul-Frédéric-Marie-Edmond de Crassier (1872-1949) | Louis-Paul-Frédéric-Marie-Edmond de Crassier (1872-1949) | Louis-Paul-Frédéric-Marie-Edmond de Crassier (1872-1949) | Louis-Paul-Frédéric-Marie-Edmond de Crassier (1872-1949) | Louis-Paul-Frédéric-Marie-Edmond de Crassier (1872-1949) | Louis-Paul-Frédéric-Marie-Edmond de Crassier (1872-1949) |  |  |  |  |  |  |  |  |  |  |  |  |  |  |  |  |  |  |  |  |  |  |

## Pour approfondir

#### Ouvrages généraux
- Biographie générale des Belges morts ou vivants, G. Deroovers, libraire et relieur, Bruxelles, 1850, p. 59 et 255.
- « Généalogie Crassier », Annuaire de la noblesse, Bruxelles, 1877 p. 151-156, et 1891, p. 533-536.
- (nl) E. Wittert de Hoogland, De Nederlandsche adel, Den Haag, 1913
- Juliette Rouart-Chabot, Inventaire des archives de la famille de Crassier et de ses alliées, Archives de l'Etat à Liège,, Bruxelles, 1960
- Oscar Coomans de Brachène, État présent de la noblesse belge : Annuaire de 1987, Bruxelles, 1987
- (nl) De Nederlandse adel. Besluiten en wapenbeschrijvingen, 's-Gravenhage, 1989
- (nl) Nederland's Adelsboek, 1990-1991
- (nl) Luc Duerloo et Paul Janssens, Wapenboek van de Belgische adel van de 15de tot de 20ste eeuw, Bruxelles, 1992
- Emmanuel Joos de ter Beest, La Société des Bibliophiles liégeois, 1863-2013, SBL, Liège, 2013.
- Familles éteintes de la noblesse belge

#### Ouvrages spécifiques
- Guillaume-Pascal de Crassier
  - Ulysse Capitaine, « Crasseriana. Liste des personnes qui ont visité mon cabinet et ma bibliothèque, 1721-1747. Liste des correspondants de G. de Crassier. Liste de quelques peintures de célèbres maîtres italiens et autres », Bulletin de l'institut archéologique liégeois, Liège, t. I,‎ 1852-1853, p. 472-484 (ISSN 0776-1260, lire en ligne)
  - Ulysse Capitaine, « Correspondance de Bernard de Montfaucon, bénédictin, avec le baron G. de Crassier, archéologue liégeois », Bulletin de l'institut archéologique liégeois, Liège, t. II,‎ 1854, p. 347-424 (ISSN 0776-1260, lire en ligne)
  - Henri Helbig, « CRASSIER (Guillaume-Paschal, baron DE) », dans Biographie Nationale, t. IV, Bruxelles, Académie royale des sciences, des lettres et des beaux-arts de Belgique, 1875 (ISSN 0770-7150, lire en ligne), p. 487-490
  - Henri Helbig, « L'exemplaire du baron de Crassier, à Liège, de la première bible imprimée », Bulletin de l'institut archéologique liégeois, Liège, t. XIV,‎ 1878, p. 147-152 (ISSN 0776-1260, lire en ligne)
  - Léon-Ernest Halkin, « Lettres inédites du baron G. de Crassier, archéologue liégeois », Bulletin de l'institut archéologique liégeois, Liège, t. XXVI,‎ 1897, p. 73-146 (ISSN 0776-1260, lire en ligne)
  - Léon-Ernest Halkin, « Correspondance de Dom Edmond Martène avec le baron G. de Crassier, archéologue liégeois », Bulletin de l'institut archéologique liégeois, Liège, t. XXVII,‎ 1898, p. 19-308 (ISSN 0776-1260, lire en ligne)
  - J. Destrée, « Un tau roman provenant de la collection du baron de Crassier », Bulletin de l'institut archéologique liégeois, Liège, t. XXXIX,‎ 1909, p. 161-166 (ISSN 0776-1260, lire en ligne)
  - François Boniver, « Le baron Guillaume-Pascal de Crassier. », Bulletin de la société royale Le Vieux-Liège, t. II, no 61,‎ 1939, p. 481-482 (ISSN 0776-1309)
  - Jean Hoyoux, « Une lettre du baron de Crassier concernant sa bibliothèque en 1709. », Bulletin de la société royale Le Vieux-Liège, t. VI, no 144,‎ 1964, p. 329-332 (ISSN 0776-1309)
  - Juliette Rouart-Chabot, « CRASSIER (Guillaume-Pascal, baron de) », dans Biographie Nationale, t. XXXIV, Bruxelles, Académie royale des sciences, des lettres et des beaux-arts de Belgique, 1967 (ISSN 0770-7150, lire en ligne), p. 186
- Louis-Marie-Guillaume-Joseph de Crassier
  - Henri Helbig, « CRASSIER (Louis-Marie-Guillaume-Joseph, baron DE) », dans Biographie Nationale, t. IV, Bruxelles, Académie royale des sciences, des lettres et des beaux-arts de Belgique, 1875 (ISSN 0770-7150, lire en ligne), p. 490-493
- Guillaume-Louis-Dominique-Joseph de Crassier
  - Henri Helbig, « CRASSIER (Guillaume-Louis-Dominique-Joseph, baron de) », dans Biographie Nationale, t. XXXIV, Bruxelles, Académie royale des sciences, des lettres et des beaux-arts de Belgique, 1967 (ISSN 0770-7150, lire en ligne), p. 182-184
- Guillaume-Louis-Marie-Léopold-Joseph de Crassier
  - Henri Helbig, « CRASSIER (Guillaume-Louis-Marie-Léopold-Joseph, baron de, dit William) », dans Biographie Nationale, t. XXXIV, Bruxelles, Académie royale des sciences, des lettres et des beaux-arts de Belgique, 1967 (ISSN 0770-7150, lire en ligne), p. 182-184
- Louis-Gabriel-Joseph de Crassier
  - Henri Helbig, « CRASSIER (Louis-Gabriel-Joseph, baron de) », dans Biographie Nationale, t. XXXIV, Bruxelles, Académie royale des sciences, des lettres et des beaux-arts de Belgique, 1967 (ISSN 0770-7150, lire en ligne), p. 186-187
- Louis-Paul-Frédéric-Marie-Edmond de Crassier
  - Henri Helbig, « CRASSIER (Louis-Paul-Frédéric-Marie-Edmond, baron de) », dans Biographie Nationale, t. XXXIV, Bruxelles, Académie royale des sciences, des lettres et des beaux-arts de Belgique, 1967 (ISSN 0770-7150, lire en ligne), p. 187-189
- « Le baron de Crassier », Bulletin de l'Association de la noblesse du royaume de Belgique, Bruxelles,‎ 1949
- H. J. Couvreur, « Grognards de Belgique: le destin tragique de trois cavaliers liégeois: Guillaume, Auguste et Constantin de Crassier », Revue belge d'histoire militaire, Bruxelles,‎ 1978